# Спирос Врионис
Спирос Врионис е американски историк от гръцки произход и специалист по византийска, балканска и гръцка история. Автор на редица трудове за византийските и гръцко-турските отношения, включително фундаменталните „Упадъкът на средновековния елинизъм в Мала Азия“ (1971) и „Механизмът на катастрофата“ (2005).
Произхожда от емигрантско гръцко семейство с родови корени от Кефалония. Следва класическа филология и археология в Американската школа за класически изследвания в Атина. Магистър и доктор по византинистика на Харвардския университет. През 1987 г. е избран за ръководител на Центъра за гръцки изследвания в Нюйоркския университет. Директор е на Центъра за изследване на елинизма „Спирос Василий Врионис“. Членува в Американското философско общество и Американската академия за изкуства и науки. Работи в Центъра по византинистика Дъмбартън Оукс и в Центъра за близкоизточни изследвания в Харвард. Работи и преподава още в Центъра за изучаване на Близкия Изток и в Центъра за арменски проучвания на университета на Лос Анджелис, както и като гост-преподавател в Атинския университет.
В България е преведена и издадена студията му за ранното заселване на славянските племена на Балканския полуостров под заглавие „Славянското общество на Балканите (VI – VII в.)“.